# Rogue-o-matic
Rog-O-Matic — це бот, розроблений у 1981 році чотирма аспірантами факультету комп’ютерних наук Університету Карнегі-Меллона в Піттсбурзі: Ендрю Аппелем, Леонардом Хеймі, Гаєм Джейкобсоном і Майклом Лореном Молдіном, щоб грати та вигравати в комп’ютерній грі Rogue. 
Описується як «войовнича експертна система », Rog-O-Matic добре працює під час тестування проти досвідчених гравців- розбійників і навіть виграє гру.
|  | In a test during a three-week period in 1983, Rog-O-Matic had a higher median score than any of the 15 top Rogue players at the Carnegie-Mellon University and, at the University of Texas at Austin, found the Amulet of Yendor in a passageway on the 26th level, continued on to the surface and emerged into the light of day. |

Оскільки вся інформація в Rogue передається гравцеві через текст ASCII, Rog-O-Matic має автоматичний доступ до тієї самої інформації, яку має гравець-людина. Програма все ще є предметом певного наукового інтересу; у статті 2005 року говорилося:
|  | Rog-O-Matic differs from traditional expert systems in that it has the ability to work within a dynamic environment, for example the randomly generated terrain and adversaries. More importantly, the system was designed to operate in spite of limited information, recording and integrating knowledge about the environment as it is discovered. |

Один із авторів Rog-O-Matic, Майкл Лорен Молдін, продовжив створення пошукової системи Lycos.